# Modello ABC di sviluppo fiorale

Diagramma dell'espressione dei geni ABC nei verticilli di Arabidopsis thaliana.
I geni di classe A (blu) influenzano petali e sepali, classe B (giallo) influenzano petali e stami, classe C (rosso) influenzano stami e pistilli.

Il Modello ABC di sviluppo fiorale nelle angiosperme è stato formulato da Enrico Coen e Elliot Meyerowitz nel 1991. Questo modello è stato sviluppato a partire dalle osservazioni sui mutanti omeotici. Il Modello ABC descrive come l'espressione di fattori di trascrizione nelle differenti parti del fiore regolano lo sviluppo degli organi fiorali.
Due osservazioni chiave hanno portato alla formulazione di questa teoria. Prima, la scoperta di mutazioni omeotiche dove un organo si sviluppa in un'area diversa da quella dove dovrebbe svilupparsi in condizioni normali. Per esempio, la rosa selvatica ha solo cinque petali ma molti stami. La rosa da giardino invece ha una mutazione omeotica che induce lo sviluppo di petali al posto degli stami. Secondo, ognuno dei geni che influenzano l'identità di un organo fiorale hanno effetto su due gruppi di organi fiorali, influenzando lo sviluppo dei petali e dei sepali o influenzando i petali e gli stami.
I geni dello sviluppo degli organi fiorali sono divisi in tre classi, in base al tipo di organo che sviluppano. Mutazioni di geni di classe A influenzano i sepali e i petali. Mutazioni di classe B influenzano i petali e gli stami, mentre mutazioni nei geni di classe C influenzano gli stami e i pistilli. Tutti e tre questi geni sono detti geni omeotici, che sono tradotti in proteine. Ognuna di queste proteine contiene una sequenza MADS-box una regione che si lega al DNA, a livello dei promotori dei geni, e ne regolano la trascrizione. Come tutti i fattori di trascrizione regolano quindi l'espressione di certe proteine, in questo caso quelle che controllano lo sviluppo degli organi fiorali.
|         | Antirrhinum                                     | Arabidopsis                    |
| ------- | ----------------------------------------------- | ------------------------------ |
| Class A | SQUAMOSA (SQUA) LIPLESS1 (LIP1) LIPLESS2 (LIP2) | APETALA2 (AP2) APETALA1 (AP1)  |
| Class B | DEFICIENS (DEF) GLOBOSA (GLO)                   | APETALA3 (AP3) PISTILLATA (PI) |
| Class C | PLENA (PLE) FARINELLI (FAR)                     | AGAMOUS (AG)                   |

Nel modello ABC il gene A da solo induce lo sviluppo dei sepali, ma se espresso insieme a B produce petali. Classe C da solo invece induce lo sviluppo dei pistilli, ma insieme a B produce stami. A supporto della teoria che l'espressione dei geni B insieme ad A e C producano organi diversi vi è l'osservazione dei mutanti del gene B. Un gene B difettoso non permette lo sviluppo di stami e petali; al posto loro si sviluppano sepali e pistilli. Simili mutazioni omeotiche occorrono quando gli altri due geni vengono mutati.
Riassumendo:
- L'espressione di A produce sepali.
- L'espressione contemporanea di A e B produce petali.
- L'espressione contemporanea di B e C produce stami.
- l'espressione di C produce pistilli.

I caratteri espressi in mutanti sepallata1,2,3 triplo mutante in Arabidopsis Ha portato alla formulazione del modello ABCE, Che considera l'importanza di un quarto gene E nello sviluppo degli organi fiorali (nel caso specifico degli ovuli).
Il genetista tedesco Günter Theißen ha proposto alcuni modelli di sviluppo ed evoluzione delle piante sulla base di risultati sperimentali. Ad esempio, nel 2001 ha suggerito il concetto del quartetto fiorale secondo cui quattro fattori di trascrizione di MADS-box cooperano per determinare diversi tipi di organi fiorali.